# 溴铂酸
溴铂酸是一种无机化合物，化学式为H2[PtBr6]。它可由氯铂酸和过量Br−在水溶液中反应得到，或由铂在浓、热的氢溴酸中和溴反应制得。
{\displaystyle {\mathsf {H_{2}[PtCl_{6}]+6Br^{-}\ \xrightarrow {} \ H_{2}[PtBr_{6}]+6Cl^{-}}}}
{\displaystyle {\mathsf {Pt+2HBr+2Br_{2}\ {\xrightarrow {}}\ H_{2}[PtBr_{6}]}}}
它可被溴化亚锡还原。它的多种盐是已知的。